# Zinowiewia rubra
Zinowiewia rubra är en benvedsväxtart som beskrevs av Lundell. Zinowiewia rubra ingår i släktet Zinowiewia och familjen Celastraceae. Inga underarter finns listade.